# 축제극장 몸짓
축제극장몸짓(祝祭劇場 몸짓, Festival Theater Momzit)은 강원특별자치도 춘천시 춘천로 112에 위치한 소공연 전문공간이다. 2010년 5월 19일 개관하였고 지하 1층, 지상 3층 규모로 124석의 공연장과 연습실, 분장실 등을 갖추고 있으며 마임뿐 아니라 국악, 무용, 연극 등 다양한 장르의 공연이 펼쳐진다.
블랙박스 형태의 극장으로 1층 90석, 2층 34석이 관람 가능하며 1층의 경우 객석을 모두 접고 전체 공간을 공연장으로 활용 가능하다. 2층의 관람은 시야확보, 안전 등의 문제로 관람이 원활하지는 않지만 상황에 따라 개방하기도 한다 (2층 관람의 경우 보호자 동반이라 하더라도 12세 미만은 입장이 되지 않는다).
운영주체는 개관시부터 2012년까지 (사)춘천마임축제였지만, 2013년 춘천인형극장과 함께 (재)춘천시문화재단으로 변경되었다. 2024년부터 다시 (사)춘천마임축제에서 운영한다.

## 같이 보기
- 춘천마임축제